# Savannakhet Airport
Savannakhet Airport är en flygplats i Laos.   Den ligger i provinsen Savannakhet, i den södra delen av landet, 280 km sydost om huvudstaden Vientiane. Savannakhet Airport ligger 155 meter över havet.
Terrängen runt Savannakhet Airport är platt. Runt Savannakhet Airport är det ganska tätbefolkat, med 207 invånare per kvadratkilometer. Närmaste större samhälle är Savannakhét, 1,2 km nordväst om Savannakhet Airport. Omgivningarna runt Savannakhet Airport är en mosaik av jordbruksmark och naturlig växtlighet.